# María Mayela Padilla Monge
María Mayela Padilla Monge (San Ignacio de Acosta, 25 de marzo de 1956) es una escritora, periodista, poetisa, actriz, cuentista y cantautora costumbrista costarricense. Ganadora del Premio Nacional de Patrimonio Cultural  Emilia Prieto 2015, Costa Rica.

## Biografía

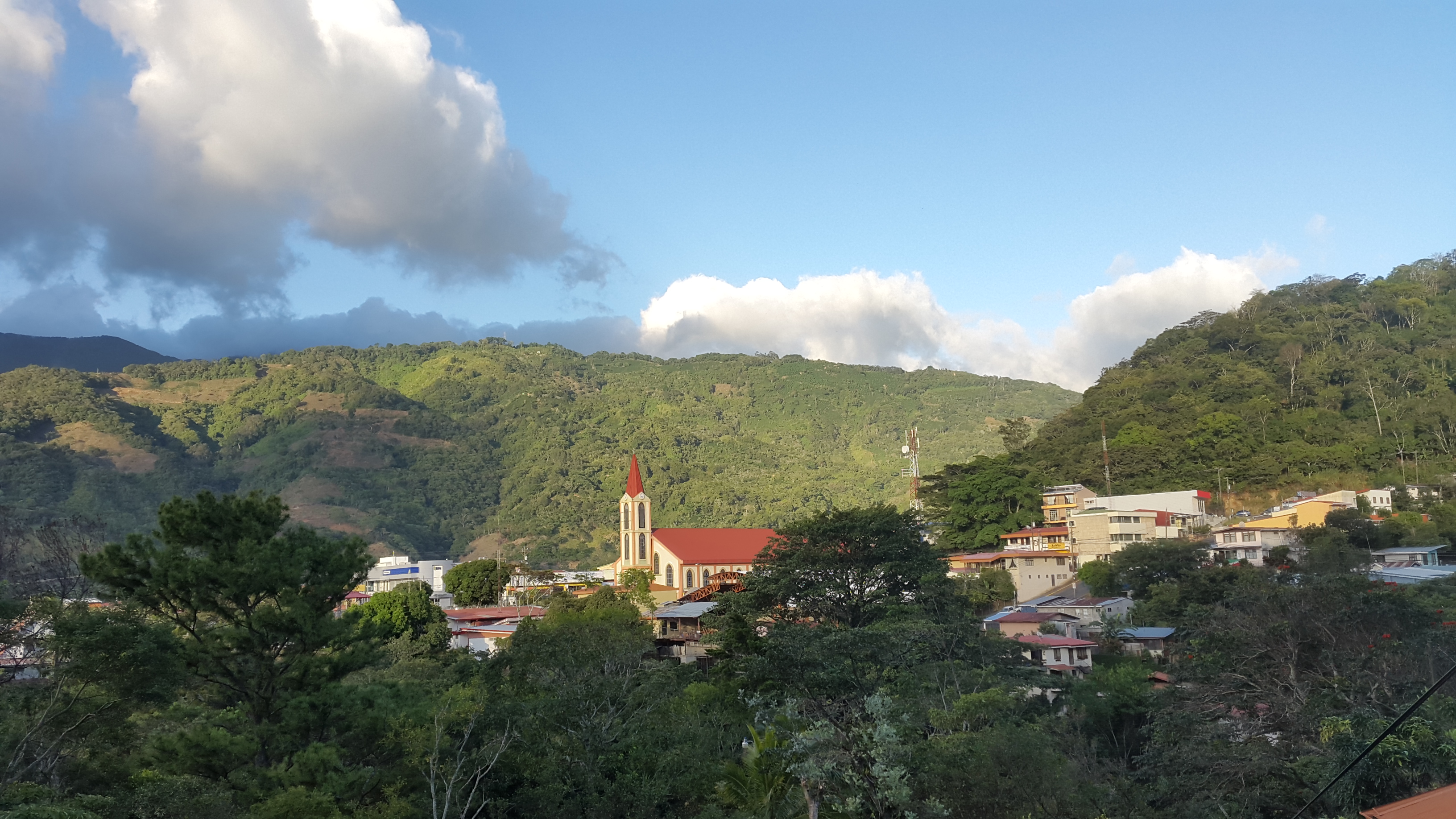
San Ignacio de Acosta, pueblo natal de María Mayela Padilla Monge.

Ella nació en el seno de la familia formada por Ananias Padilla Mora y Evangelina Monge Azofeifa.
Creció en una hacienda en San Ignacio de Acosta, en plena zona cafetalera de Costa Rica. Concluyó sus estudios primarios en la Escuela Cristóbal Colón de esa localidad y logró su bachillerato en el Liceo de Acosta. Obtuvo una Licenciatura en Ingeniería Agronómica en la Universidad de Costa Rica. De esta universidad también se gradúa como Licenciada en Periodismo. Ha laborado en la Contraloría General de la República, el Conservatorio Castella y el Ministerio de Agricultura y Ganadería, específicamente en el Servicio Fitosanitario del Estado

## Producción literaria
Su primer libro fue Cantos de elote tierno (1986), en edición particular. Se trata de una colección de poesía que utiliza un lenguaje regionalista, propio del campesino tico. El Ministerio de Educación lo recomendó como material de interés cultural. Fue modificado estructuralmente y en su presentación para convertirse en "Leyendas ticas y otras vainas", (2006), publicado por la Editorial de la UNED.
También escribió en prosa Por los trillos de la finca, en edición particular (1995) y en edición de la Editorial Costa Rica (2006). Se trata de una serie de historias que la autora vivió durante su infancia y parte de su juventud en una hacienda cafetalera de San Ignacio de Acosta.
Finalmente, apareció en las principales librerías Dichos y refranes de los ticos (2003, 2005, 2007), colección de dichos y refranes usuales en Costa Rica que además contiene anécdotas, chistes, trabalenguas, adivinanzas y otros.

## Obra musical
María Mayela Padilla es miembro de la Asociación de Compositores y Autores Musicales de Costa Rica (ACAM). Esta asociación, en el año 2002, la incluyó en la Galería del Compositor Costarricense.
Música costumbrista de Costa Rica
Ha grabado dos LP y tres discos compactos con más de 50 temas originales, con ritmos y lenguaje típicos de Costa Rica. Gran cantidad de grupos de bailes han creado coreografías y han bailado sus temas de corte folklórico:
- Aromas del Cedral (LP, 1981).
- Sus Mejores Canciones (LP, 1991).
- Cantos de Elote Tierno (Poemas Narrados, CD, 1992).
- Corazón de Piedra (CD, 1996).
- Por eso nos llaman Ticos (CD, 2000).AUDIO Archivado el 2 de diciembre de 2018 en Wayback Machine..

Gaviota y otros interpretan a M.ª Mayela Padilla
En cuanto a música popular, el grupo Gaviota grabó y popularizó dos de sus temas: Querido profesor AUDIO y Noche lenta AUDIO
Además, Jenny Castillo grabó el tema No valía la pena. Con la canción El Abuelo, interpretada por el vocalista Luis Fernando Esquivel, obtuvo el cuarto lugar en el Festival OTI de la Canción a nivel nacional, en 1987.

## Apariciones en televisión

Gilbert "El Brujo" Castro, María Mayela y Olegario Mena.

Siendo muy joven, apareció en el programa de Canal 13 El barbero de la villa (1981-1982) junto al conocido folclorista Zoilo Peñaranda (Fernando Fernández) y la señora Ivette de Vives.
Seguidamente se le vio en el espacio llamado El fogón de doña Chinda (1983-1990). En 1997 formó parte del elenco de Gentes y paisajes, transmitido por Canal 7. Este elenco participó también en 1999 en el programa La familia Mena Mora, transmitido por el Canal 6. Estos tres programas fueron dirigidos por el periodista y escritor costumbrista Miguel Salguero, y contaron con la participación de los conocidos artistas costarricenses Olegario Mena (Antonio Gutiérrez), Mincho Varela (Arturo Vargas, integrante del conocido grupo Los Talolingas), Emeterio Viales (Juan Sandoval), Lorenzo (Lencho) Salazar, Gilberth (El Brujo) Castro , Jorge Méndez (Puchito) , Adolfo Montero (Gorgojo), Naín (Wilbert Delgado) 
y otros. 

Junto a Salazar, M.ª Mayela ha participado en el microprograma típico  Un momentico con Lencho Salazar (1995-2005), producido por Canal 7.
En el 2015 produjo con el Canal 7, el microprograma El tramo de María Mayela, enfocado en el rescate de costumbres y tradiciones ticas.
También ha tenido participación en transmisiones de eventos populares en Costa Rica, como el tope (desfile de jinetes con sus caballos), las corridas de toros y el carnaval.
Igualmente ha filmado algunos comerciales en los que aporta su estilo muy personal para difundir el lenguaje, el acento y las raíces del campesino costarricense.

## Programas de radio
Se inició en la radio en el programa Somos como Somos, producido por Radio Nacional. Allí se dio a conocer con grabaciones de música típica y poesía.
También participó en el Programa Güipipía"' (grito popular del campesino costarricense) entre 1989 y 1994.
Produjo con sus compañeros del Ministerio de Agricultura y Ganadería el programa Mañanitas en la finca (1995-2008).

## Largometrajes
Participó como una feligrés en la película La Negrita, el Milagro de Nuestra Señora de los Ángeles, estrenada en 1985. La cinta trata sobre el hallazgo de la imagen de la Virgen de los Ángeles, cariñosamente llamada en Costa Rica "la Negrita". Evento ocurrido –según la leyenda– en los alrededores de 1635, en la ciudad de Cartago. Luego en "Los secretos de Isolina" (1985), película filmada en Guanacaste, en la hacienda ganadera "El Jobo". En ella cuenta las peripecias de una familia que se fue de San Ramón (ciudad de la meseta central) a probar suerte a la pampa guanacasteca.

## Reconocimientos
La Municipalidad de Aserrí, en 1995, le otorgó el premio Forjadores de la Historia. Además, en el 2000 el Colegio Internacional Canadiense le otorgó la Lámpara Dorada, por su aporte a la difusión de la cultura popular. También ha sido laureada por la Municipalidad de Acosta, el Sistema Nacional de Radio y Televisión Cultural (Sinart), la ACAM y otras instituciones y organizaciones.

### Premio Nacional de Cultura
María Mayela ha sido galardornada por el Ministerio de Cultura y Juventud de Costa Rica, con el "Premio Nacional de Patrimonio Cultural Inmaterial Emilia Prieto Tugores 2015".  El Jurado calificador la consideró merecedora de dicho Premio, uno de los más importantes que se otorgan en Costa Rica en ese campo. Lo anterior, por "su trayectoria, de casi medio siglo, en la divulgación y transmisión de conocimientos sobre las tradiciones orales del Valle Central; su aporte en distintas actividades a favor del Patrimonio Cultural Inmaterial: autora y compositora de canciones sobre el tema de tradiciones campesinas, desde sus años de estudiante en el Liceo de Acosta. Además por la investigación, recopilación y divulgación de cuentos y leyendas, habla regional y otras tradiciones orales publicadas en sus libros recomendados por el Ministerio de Educación Pública. Por la promoción e impulso al desarrollo de tradiciones y costumbres de la cultura campesina costarricense: comidas y bebidas, habla regional, vestimenta, creencias y otros saberes relacionados con la naturaleza. Finalmente, por la difusión de tradiciones culturales en recitales de poesía y canto, relato de cuentos y leyendas, dramatizaciones, apariciones en radio, televisión, cine y redes sociales. María Mayela Padilla Monge es una mujer polifacética, que ha sabido integrar los saberes tradicionales de la vida campesina a su vida profesional como agrónoma y periodista".